# 邱运华
邱运华（1962年10月—），男，祖籍湖南祁阳，生于湖南郴州，中国文学评论家，曾任首都师范大学副校长、教授，中国民间文艺家协会副主席，中国文艺志愿者协会副主席。